# Pieter de Jode der Jüngere

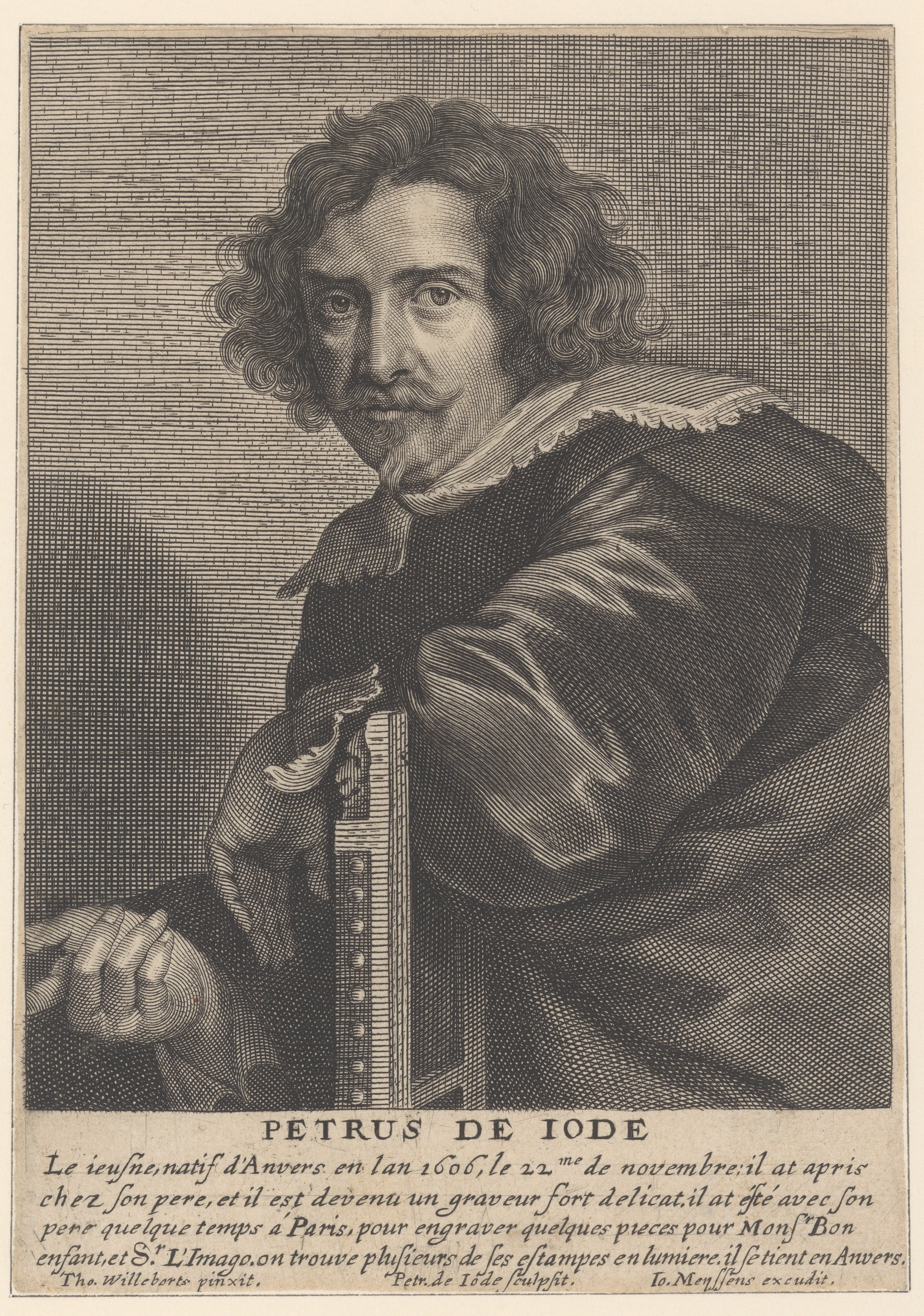
Pieter de Jode der Jüngere, von ihm selbst nach Thomas Willeboirts gestochen

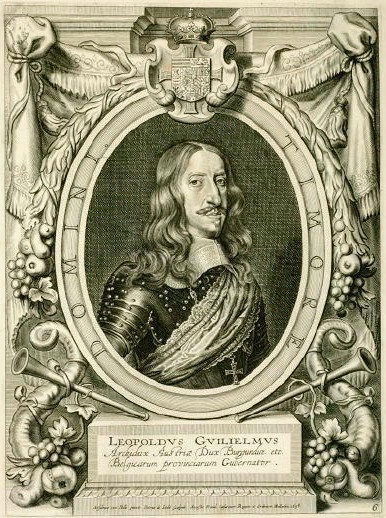
Leopold Wilhelm von Österreich, Stich von Pieter de Jode dem Jüngeren

Pieter de Jode der Jüngere (* 22. November 1604 oder 1606 in Antwerpen; † nach 1674 in England) war ein flämischer Kupferstecher.

## Leben
Pieter de Jode der Jüngere, Sohn und Schüler von Pieter de Jode dem Älteren, bildete sich nach den Stechern der Rubensschen Schule und war um 1631 in Paris tätig, wo er nach Simon Vouet und anderen französischen Malern stach. Seine besten Stiche sind diejenigen nach Gemälden von Peter Paul Rubens, Jacob Jordaens und Anthonis van Dyck, zu dessen Ikonographie er zwölf Bildnisse beisteuerte.
Sein Hauptwerk ist Rinaldo und Armida nach van Dyck. 1650 gab er die von seinem Vater begonnene Porträtsammlung Theatrum principum heraus.